# William E. Reynolds

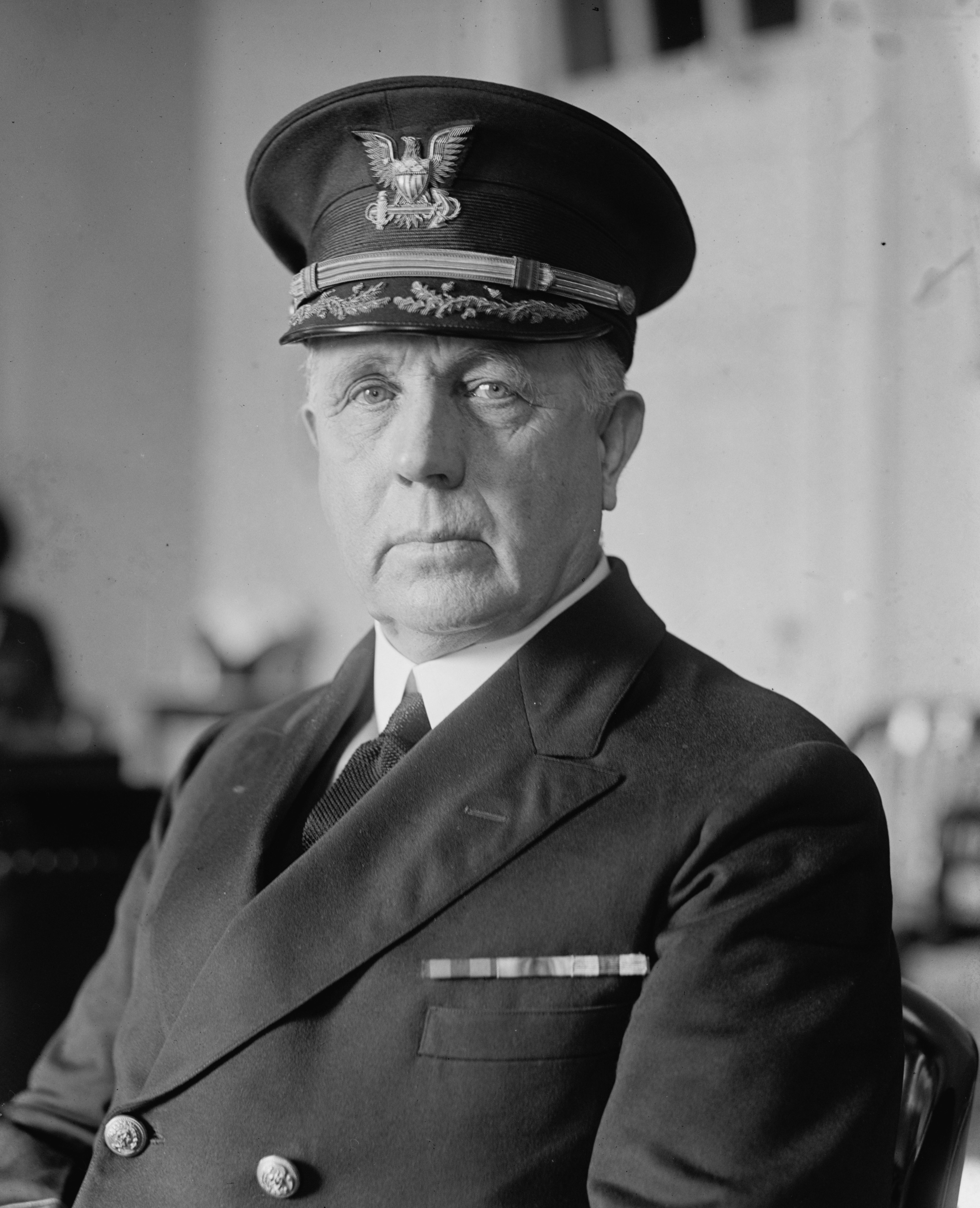
William E. Reynolds

William Edward Reynolds (11 de janeiro de 1860 - 25 de janeiro de 1944) foi o quinto comandante da Guarda Costeira dos Estados Unidos, entre 1919 a 1924.
Ele nasceu no Condado de Montgomery, em Maryland. Em 1881, ele serviu na Marinha dos Estados Unidos. Durante a Guerra Hispano-Americana, ele serviu como um comandante da Frota do Atlântico Norte sob o contra-almirante William T. Sampson. Durante a I Guerra Mundial, ele serviu como Chefe de Gabinete para San Francisco, na Califórnia, baseado no 12° Distrito Naval. Em 1923, ele se tornou o primeiro oficial da Guarda Costeira a manter o posto de almirante.